# Cantone di Esch-sur-Alzette
Il Cantone di Esch-sur-Alzette è un cantone del Lussemburgo meridionale, compreso nel distretto di Lussemburgo. Confina con i cantoni di Capellen e Lussemburgo a nord, col cantone di Remich ad est, con la Lorena francese (dipartimento della Mosella) a sud e con la provincia belga del Lussemburgo ad ovest.
Il capoluogo è Esch-sur-Alzette. La superficie è di 243 km² e la popolazione nel 2005 era di 140 061 abitanti (577 ab./km²).
Comprende 14 comuni:
- Bettembourg
- Differdange
- Dudelange
- Esch-sur-Alzette
- Frisange
- Kayl
- Leudelange
- Mondercange
- Pétange
- Reckange-sur-Mess
- Roeser
- Rumelange
- Sanem
- Schifflange

La rete di trasporto pubblico nel cantone è gestita dalla TICE.